# Sassullja (Lubny)
Sassullja (ukrainisch Засулля; russisch Засулье Sassulje) ist ein Dorf in der ukrainischen Oblast Poltawa mit 3300 Einwohnern (2023).

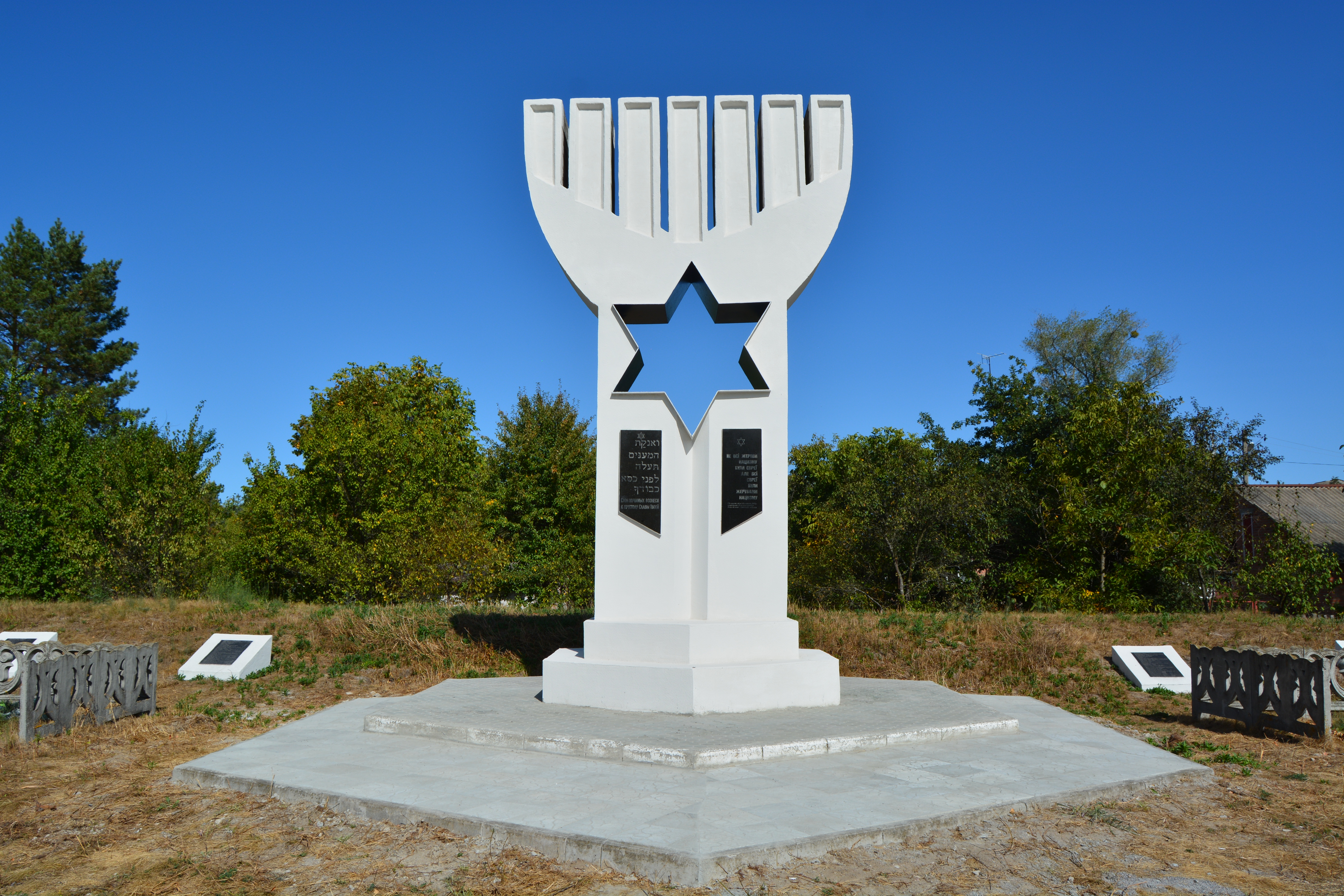
Denkmal im Ort

Sassullja liegt im Rajon Lubny am linken Ufer der Sula auf deren gegenüberliegendem Ufer das Rajonzentrum Lubny liegt. Die Ortschaft liegt an der Fernstraße M 03 und der Regionalstraße P 42 etwa 140 km nordwestlich vom Oblastzentrum Poltawa.
Am 12. Juni 2020 wurde das Dorf ein Teil der neugegründeten Stadtgemeinde Lubny, bis dahin bildete es ab dem 10. August 2016 die Landgemeinde Sassullja (Засульська сільська громада/Sassulska silska hromada) bzw. vor 2016 zusammen mit dem Dorf Solonyzja die gleichnamige Landratsgemeinde Sassullja (Засульська сільська рада/Sassulska silska rada) im Süden des Rajons Lubny.

## Geschichte
Südlich von Sassullja fand 1596 mit der Schlacht bei Solonyzja die entscheidende Schlacht des Nalywajko-Aufstandes zwischen Kosaken und Polen statt, in deren Verlauf der Hetman Hryhorij Loboda ermordet wurde.